# Lợn hoang đảo Java
Lợn hoang đảo Java (Sus verrucosus) là một loài động vật có vú trong họ Suidae, bộ Artiodactyla. Loài này được Boie mô tả năm 1832. Sus verrucosus (Sus blouchi) còn gọi là lợn bướu sinh sống duy nhất trên hòn đảo Bawean rộng 192 km² thuộc vùng biển Java. Được biết đây là giống lợn xấu và hiếm nhất hành tinh.
Quần thể lợn bướu trên đảo Bawean còn chưa tới 250 con, thuộc nhóm những động vật đang gặp nguy hiểm. Đặc trưng của lợn đực là có ba cặp bướu lớn ở mỗi bên mặt, có những nhúm lông lớn màu vàng nhạt mọc ra quanh đầu; lợn cái có một dải lông màu vàng chạy dọc phần bụng. Lợn chủ yếu hoạt động về đêm, thường kiếm ăn ở những khu rừng có người sinh sống.

## Hình ảnh

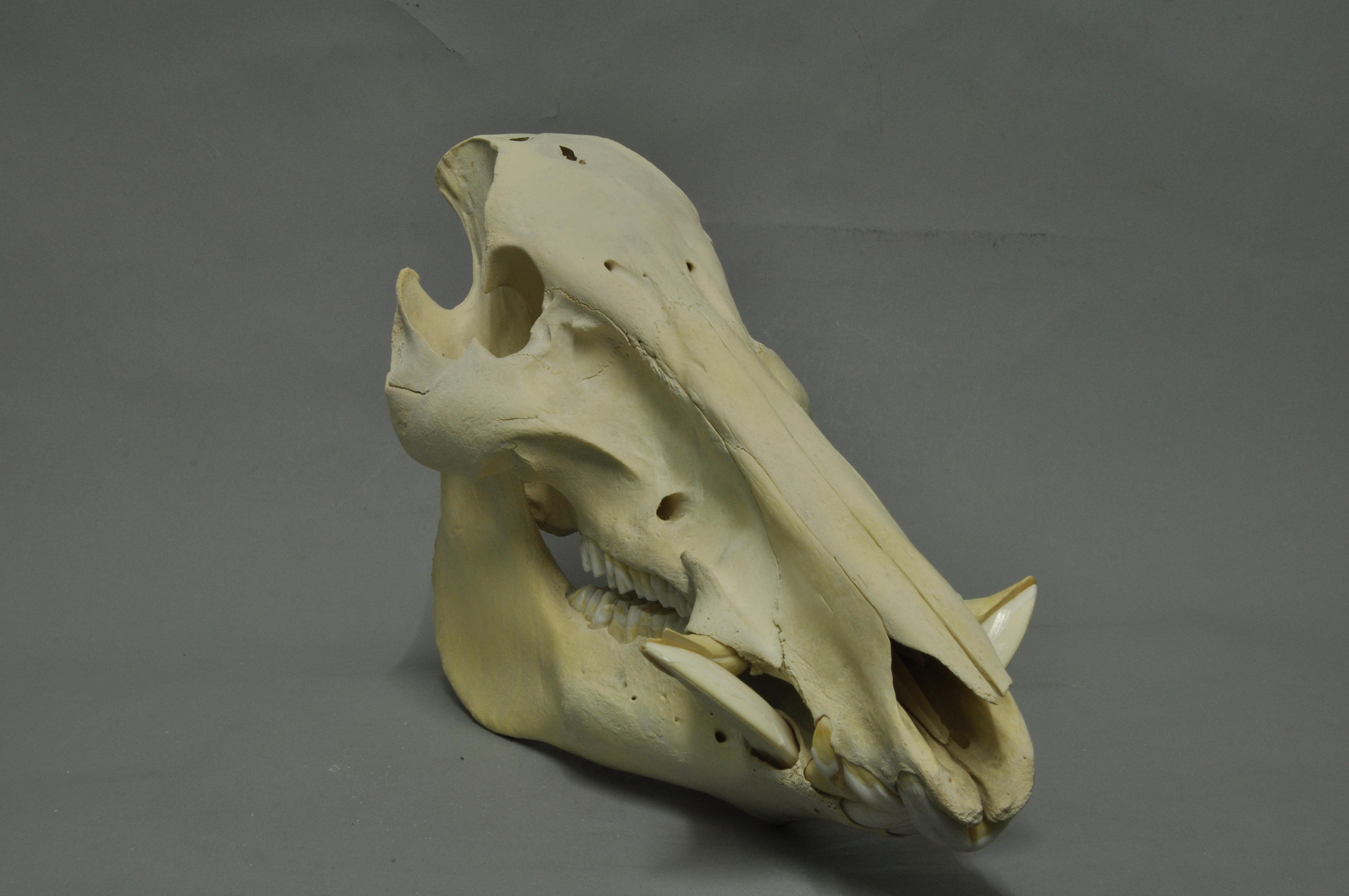
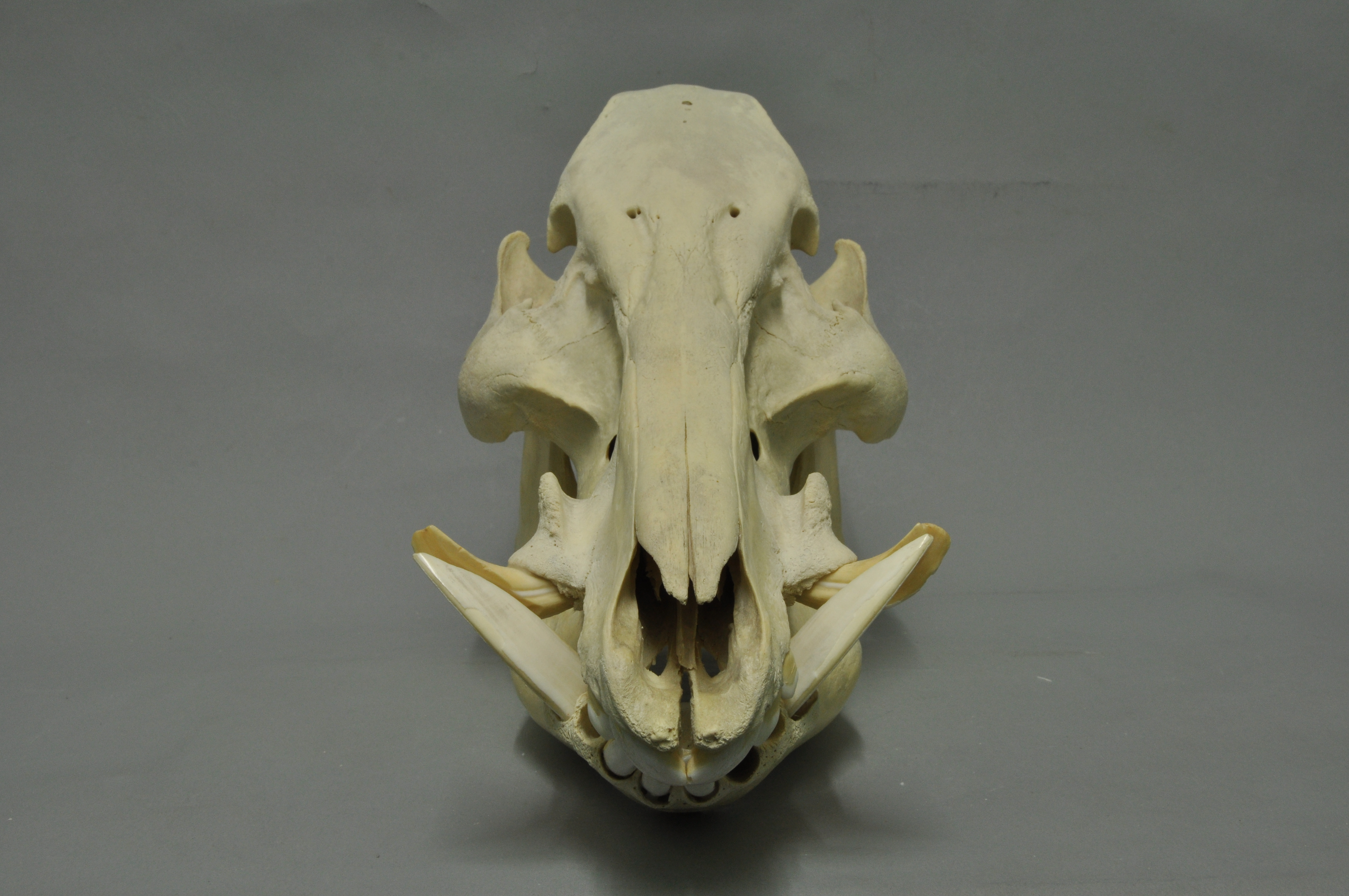
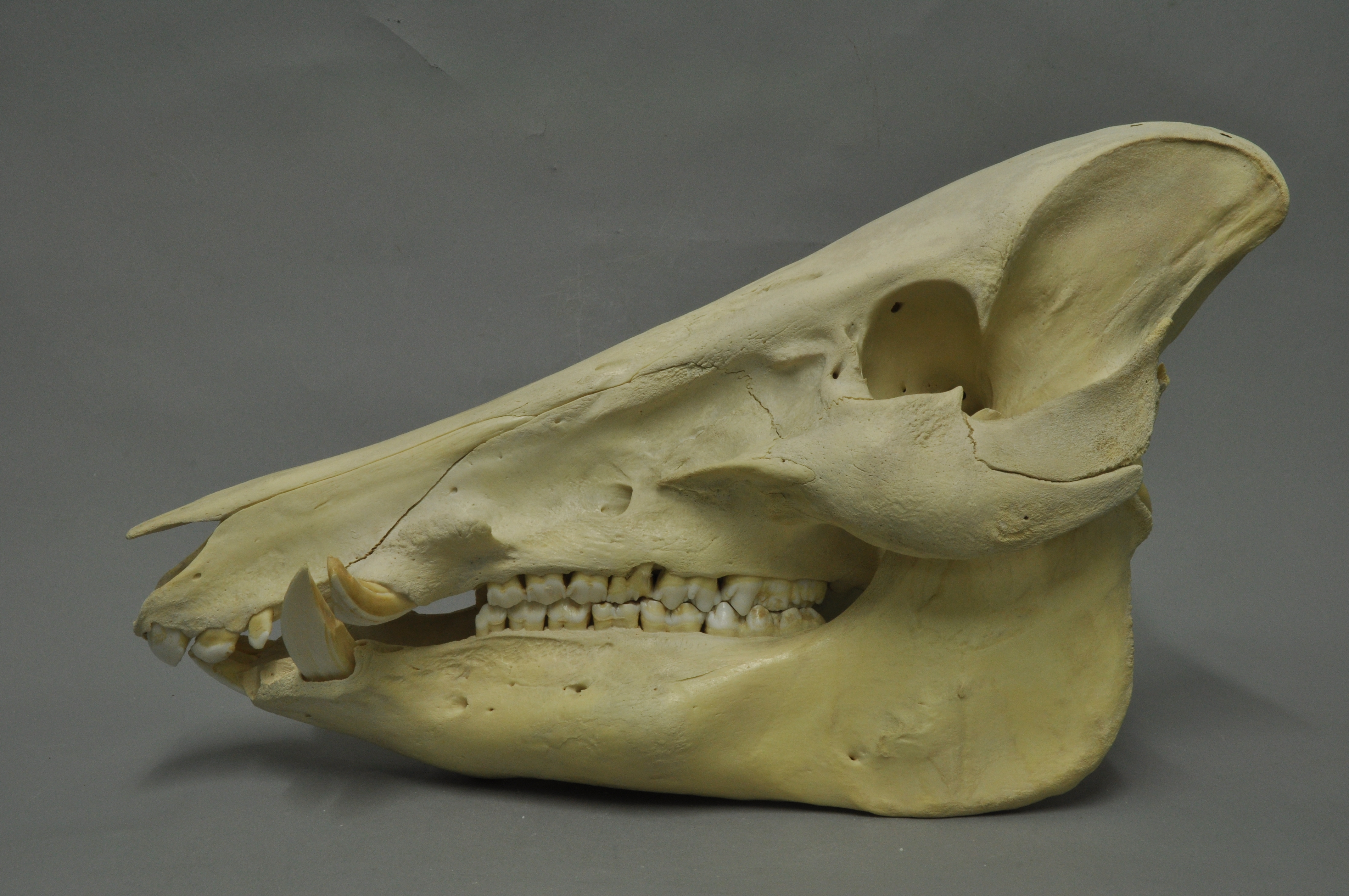
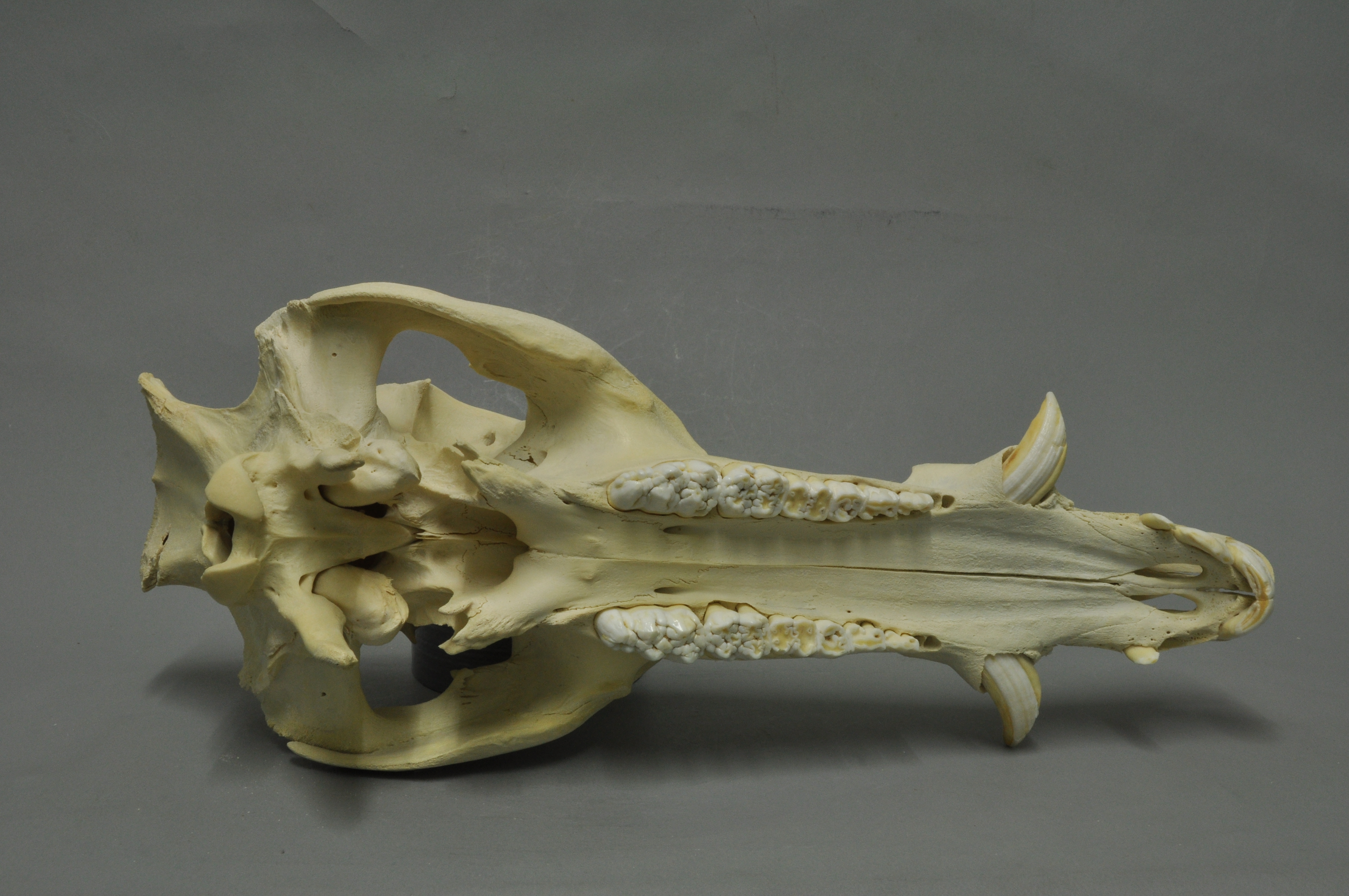